# Sveti Đurađ (Donji Miholjac)
Sveti Đurađ je naselje u Hrvatskoj, regiji Slavoniji u Osječko-baranjskoj županiji i nalazi se u sastavu grada Donjeg Miholjca.

## Zemljopisni položaj
Sveti Đurađ se nalazi na 95 metara nadmorske visine u nizini istočnohrvatske ravnice, uz državnu granicu s Mađarskom, a sjeverno od sela protječe rijeka Drava. Selo se nalazi na državnoj cesti D34 Valpovo – Donji Miholjac. Susjedna naselja: sjeverozapadno se nalazi grad Donji Miholjac, jugozapadno Rakitovica, Miholjački Poreč i Radikovci, te jugoistočno Podgajci Podravski s kojima su spojeni. Južno se nalaze Bočkinci i Čamagajevci naselja u općini Marijanci. Sjeverno od naselja na 5.5 km u Mađarskoj nalazi se naselje Maća (mađ. Matty). Pripadajući poštanski broj je 31552 Podgajci Podravski, telefonski pozivni 031 i registarska pločica vozila NA (Našice). Površina katastarske jedinice naselja Sveti Đurađ je 16,69 km2.

## Stanovništvo
| broj stanovnika | 945   | 976   | 883   | 1018  | 1076  | 1253  | 1203  | 1245  | 1245  | 1301  | 1232  | 1104  | 964   | 954   | 893   | 826   | 704   |
|                 | 1857. | 1869. | 1880. | 1890. | 1900. | 1910. | 1921. | 1931. | 1948. | 1953. | 1961. | 1971. | 1981. | 1991. | 2001. | 2011. | 2021. |

Do 1981. iskazivano pod imenom Đurađ.

## Crkva
U selu se nalazi rimokatolička crkva Sv. Jurja koja pripada katoličkoj župi Sv. Martina biskupa u Podgajcima Podravskim i donjomiholjačkom dekanatu Đakovačko-osječke nadbiskupije. Crkveni god ili kirvaj slavi se 23. travnja.

## Obrazovanje i školstvo
Osnovna škola "Hrvatski sokol" Podgajci Podravski nalazi se na samoj međi (granici) između ova dva sela. 

## Kultura
Kulturno umjetničko društvo "Franjo Ebling" Sveti Đurađ.
"U varoš na poklade" je manifestacija koja se održava u selu tokom veljače ili početkom ožujka, a njeguje tradicionalne običaje poklada u ovom dijelu Slavonije.  

## Šport
NK Sveti Đurađ natječe se u sklopu 3. ŽNL Liga NS D. Miholjac. Klub je osnovan 1947.

## Ostalo
- Dobrovoljno vatrogasno društvo Sveti Đurađ, osnovan 1933.
- Ribolovna športska udruga "Sveti Đurađ"
- Ekološko-nautička udruga ljubitelja rijeke Drave "Dravski vukovi" Sveti Đurađ.

## Vanjska poveznica
- http://www.donjimiholjac.hr/
- http://os-hrvatskisokol-podgajcipodravski.skole.hr/  Arhivirana inačica izvorne stranice od 2. veljače 2014. (Wayback Machine)